# غيط النصارى
شط غيط النصارى ويقال له غيط النصارى أصله من توابع ناحية شطوط دمياط وفي سنة 1872 فصل عنها من الوجهة الإدارية وفي سنة 1936 صدر قرار بفصله عنها من الوجهة المالية وبذلك أصبح شط غيط النصارى ناحية قائمة بذاتها.

## أصل التسمية
وتقع على بعد كيلومترين من دمياط وهي ميناء دمياط على بحيرة المنزلة. ويرجع سبب تسميتها بغيط النصارى لأن بعض أهالي دمياط المسيحيين في القرنين الأخيرين (الثامن والتاسع عشر) اشتروا مساحات من الأراضي لزرعها وسكنها في تلك الناحية.

## السكان
وكان عدد سكان غيط النصارى 2934 نسمة في إحصاء 1937 وحوالي أربعة آلاف نسمة عام 1959.

## صيد الأسماك
ويقول نقولا يوسف في كتابه: «وهذا المكان هو منفذ تجارة دمياط عبر بحيرة المنزلة ولاسيما إلى بورسعيد والمطرية. وهي محطة ملاحية يبدأ عندها خط الملاحة البخارية الذي يصل دمياط ببورسعيد شمالا وبالمطرية جنوبا، وبدأ هذا الخط المنظم منذ عام 1905 وكانت تحتكره شركة الملاحة الانجليزية للبحيرة، وتسير به بخاريات صغيرة "لنشات" تحمل المسافرين في قناة أكثر عمقا من سائر أنحاء البحيرة الضحلة ...»
وكان يوجد بها إحدى أكبر حلقات بيع الأسماك على البحيرة، والحلقات الأخرى كانت توجد بشطا، والمطرية، والقابوطي، والكاب، والروضة، والجمالية، والعزيزية وعزبة البرج. وكان يباع بها سمك البلطي والشبار والبوري بأنواعه من طوبار وجران. وتعد للتصدير في أقفاص من الجريد بعد أن يوضع فوقها الثلج، والأسماك التي تفوتها التصدير فتجمع في أكوام عليها طبقات من الملح وتباع بالقنطار إلى تجار الفسيخ.
وكان بها «مصلحة لمصائد الأسماك» للإشراف على حركة الصيد. وهي أهم مأموريات قسم مصائد المنزلة. ومركز قسم المصائد كان بالمطرية ويتبعه مأموريتا غيط النصارى والقابوطي، ونقط العنانية، والبصارطة، والرطمة، والكاب، والجميل، والبلاطة، وأم الريش، وملاحة البلاسي، وفي كل هذه النقاط قوة من خفر السواحل ولكل وحدة منطقة حراسة في دائرة اختصاصها.
ويذكر أنه كان لمصلحة مصائد الأسماك بغيط النصارى في القرن التاسع عشر أهمية بالغة، إذ كانت تدر دخلا كبيرا للحكومة، ومن رؤسائها زمن الخديوية اسماعيلون بك (نمساوي الجنسية) وبعده عين محمد باشا كامل.